# 윌리앙 포프
윌리앙 포프(포르투갈어: Willian Popp, 1994년 4월 13일 ~ )는 브라질의 축구 선수로 포지션은 공격수이다. 현재 타이 리그1의 무앙통 유나이티드 FC 소속이다.

## 축구인 경력

### 선수 경력
조인빌리의 유소년 팀을 거쳐 2014년 성인 팀으로 승격하였다.
2016년 겨울 이적 시장을 통해 K리그 챌린지의 부산 아이파크로 이적하였다. 같은 해 4월 18일 경남 FC와의 경기에서 K리그 챌린지 데뷔골을 기록하였다.
2017년 일본 J2리그의 아비스파 후쿠오카로 이적하였다. 그러나 포프는 전반기 내내 19경기에 출전하며 기회를 부여받았음에도, 0골을 기록하며 주전 경쟁에서 밀리고 말았다. 8월부터 시즌 끝까지 한 차례도 출전하지 못했으며, 시즌 종료 이후 자유 계약대상자로 풀려났다.
2018년 1월 26일 K리그2의 부천 FC 1995로 이적하며, 2년만에 한국 축구 무대로 복귀하였다. 개막전인 대전 시티즌전에서 팀의 선제골을 기록하며 부천에서의 데뷔골을 기록했다.
2020시즌을 앞두고 타이 리그1의 무앙통 유나이티드 FC에 입단했다.